# Guna (Distrikt)
Guna ist ein Distrikt im indischen Bundesstaat Madhya Pradesh.
Die Fläche beträgt 6390 km². Verwaltungssitz ist die Stadt Guna.

## Bevölkerung
Die Einwohnerzahl lag bei 1.241.519 (2011). Die Bevölkerungswachstumsrate im Zeitraum von 2001 bis 2011 betrug 21,32 % und lag damit sehr hoch. Guna hat ein Geschlechterverhältnis von 912 Frauen pro 1000 Männer und damit einen für Indien häufigen Männerüberschuss. Der Distrikt hatte 2011 eine Alphabetisierungsrate von 63,23 %, eine Steigerung um knapp 6 Prozentpunkte gegenüber dem Jahr 2001. Die Alphabetisierung liegt damit weit unter dem nationalen Durchschnitt. Knapp 94,4 % der Bevölkerung sind Hindus, ca. 4,0 % sind Muslime, 1,1 % sind Jainas, 0,3 % sind Sikhs und je 0,1 % waren Christen oder gaben keine Religionszugehörigkeit an oder gehörten anderen Religionen an. 16,7 % der Bevölkerung sind Kinder unter 6 Jahre.
Knapp 25,2 % der Bevölkerung leben in Städten. Die größte Stadt ist Guna mit 180.935 Einwohnern.